# Rezerwat przyrody Biely kameň
Rezerwat przyrody Biely kameň (słow. Prírodná rezervácia Biely kameň) – rezerwat przyrody w północnej części gór Ptacznik na Słowacji. Powierzchnia 115,9 ha.

## Położenie
Rezerwat leży w północnej części tej grupy górskiej, zwanej Wysokim Ptacznikiem, w granicach katastralnych wsi Cigeľ i Nová Lehota w powiecie Prievidza. Obejmuje prawie całą, rozległą wierzchowinę góry Biely kameň (1135 m n.p.m.), leżącej w głównym grzbiecie tych gór, wraz ze znaczną częścią jej wschodnich stoków. Najniżej, do wysokości ok. 870 m n.p.m., obszar rezerwatu sięga właśnie na wschodnich stokach masywu.

## Historia
Pierwotnie omawiany teren objęto ochroną w 1973 r. (uchwała Rady ONV w Prievidzy nr 127 z dnia 24 sierpnia 1973 r.) jako chroniony twór przyrody (słow. chránený prírodný výtvor) o powierzchni 115,9 ha. Status ochrony zweryfikowano dwa lata później (1975; uchwała Rady ONV w Prievidzy nr 212-VII z dnia 5 grudnia 1975 r.). W rezerwacie obowiązuje 5. stopień ochrony.

## Charakterystyka przyrodnicza
Szczyt Białego Kamienia tworzy czoło dawnego strumienia lawowego. Zbudowany jest on z andezytów z występującymi w nich ciałami ryolitowymi. Wulkaniczny kompleks przykrywa tu węglonośne (węgiel brunatny) pokłady tzw. niecki Handlovej, sięgające aż pod obszar objęty ochroną. Główny grzbiet Ptacznika obrywa się tu ku wschodowi długim na blisko 1000 m ciągiem progów skalnych, osiągających w północnej części na odcinku 150 m postać pionowych ścian wysokich do 30–40 m. U ich podnóży ciągną się rumowiska bloków skalnych, a u wylotów lokalnych żlebków i rynien wydatne stożki piargowe.
Najcenniejsze lasy o charakterze pierwotnym znajdują się w części rezerwatu położonej u podnóży szczytowych skalnych ścian. Od strony północno-wschodniej ograniczone są one kolejnym, znacznie jednak niższym uskokiem skalnym. Teren ten zawsze uznawany był za trudno dostępny. I choć na jego południowym skraju da się jeszcze dostrzec ślad drogi, wiodącej do stóp skalnych ścian (zapewne w celu pozyskiwania z nich kamienia budowlanego), porastające go lasy nie noszą widocznych śladów ludzkiej ingerencji.
Pomimo znacznej ilości kamiennych bloków w dnie lasu, przeważającą formacją jest tu żyzna buczyna. Dominującym gatunkiem jest buk pospolity. Nieznaczne domieszki tworzą tu jodła pospolita i klon jawor, a wyjątkowo również klon pospolity i jarzębina. Jedynie na niewielkich skrawkach terenu, ściśle u podnóży wierzchołkowego urwiska skalnego, występują fragmenty lipowo-jaworowych lasów rumowiskowych. Na szczytowym wypłaszczeniu znajdują się naturalne stanowiska dębu i jesionu wyniosłego. Lasy w granicach obszaru chronionego zachowały naturalną, zróżnicowaną strukturę wiekową drzew z dużą liczbą starych osobników (najgrubszy buk ma obwód 442 cm w pierśnicy) oraz z wielką ilością martwego drewna w różnym stadium rozkładu. W północnej części rezerwatu widoczne są stare wiatrołomy, a także ślady lokalnych pożarów wywołanych uderzeniami piorunów. Znajdziemy tu liczne gatunki grzybów, a także bezkręgowców, których występowanie związane jest z pierwotnymi lasami, niezmienionymi gospodarką człowieka.